# 禪勝輝煌
禪勝輝煌（英語：Chancheng Glory），是一匹在香港出賽的賽駒，練馬師是呂健威。

## 簡介
2023年5月7日，「禪勝輝煌」於香港首次出賽便一出即勝，打開其在港的勝利之門。
2023年12月26日，「禪勝輝煌」取得了四連捷。
2024年2月4日，希威森策騎「禪勝輝煌」出戰四歲系列賽首關香港經典一哩賽，取得第六名。
2024年3月3日，董明朗策騎「禪勝輝煌」出戰四歲系列賽次關香港經典盃，不敵「驕陽明駒」，取得第二名。
2024年3月24日，布宜學策騎「禪勝輝煌」出戰四歲系列賽尾關香港打吡大賽，取得第六名。
2024年7月14日，潘頓策騎「禪勝輝煌」勝出第一班盃賽香港馬主協會錦標。
2025年1月31日，布文策騎「禪勝輝煌」勝出國際三級賽百週年紀念銀瓶。賽後，布文說道：「今仗能夠夥拍此駒上陣，我感到十分幸運。在這些讓賽場合中，可供我選擇的坐騎數目相對有限，但事實就是這樣。我認為此駒上仗面對一眾本地頂級對手時，表現甚為出色。馬兒今日出閘迅速，沿途跑來十分順暢，因此令我滿抱信心。另外『知足常樂』早段以偏快步速領放，這點也有助我的坐騎發揮，牠在賽事最後四百米的卓越表現，充分展現其優良質素。」練馬師呂健威說道：「此駒具實力摘下二級賽及三級賽讓賽，若得幸運之神眷顧，牠或有機會染指一級賽冠軍。其鞍上人（布文）是位頂級好手，我沒有絲毫顧慮。我認為馬兒下次應會出戰香港金盃，皆因與1400米相比，2000米途程應更合其腳法。該賽應會是牠的箭頭所在。」

## 在港勝出賽事全紀錄
| 比賽日期   | 賽事名稱                   | 賽事班次 | 賽道 | 賽事路程 | 比賽馬場 | 名次 | 完成時間 | 騎師   |
| ---------- | -------------------------- | -------- | ---- | -------- | -------- | ---- | -------- | ------ |
| 07/05/2023 | 康乃馨平磅賽               | 新馬賽   | 草地 | 1000米   | 沙田馬場 | 1    | 0:56.92  | 希威森 |
| 01/10/2023 | 南寧讓賽                   | 第四班   | 草地 | 1600米   | 沙田馬場 | 1    | 1:35.27  | 班德禮 |
| 22/10/2023 | 高爾夫球1600米讓賽         | 第四班   | 草地 | 1600米   | 沙田馬場 | 1    | 1:35.19  | 班德禮 |
| 26/11/2023 | 其士冷倉物流讓賽           | 第三班   | 草地 | 1600米   | 沙田馬場 | 1    | 1:35.53  | 希威森 |
| 26/12/2023 | 白田讓賽                   | 第三班   | 草地 | 1600米   | 沙田馬場 | 1    | 1:34.67  | 希威森 |
| 11/05/2024 | 中國香港欖球總會盃（讓賽） | 第二班   | 草地 | 1600米   | 沙田馬場 | 1    | 1:34.14  | 何澤堯 |
| 14/07/2024 | 香港馬主協會錦標（讓賽）   | 第一班   | 草地 | 1600米   | 沙田馬場 | 1    | 1:33.78  | 潘頓   |
| 31/01/2025 | 百週年紀念銀瓶（讓賽）     | G3       | 草地 | 1800米   | 沙田馬場 | 1    | 1:46.67  | 布文   |

## 在港一級賽出賽全紀錄
| 比賽日期   | 賽事名稱           | 賽事班次 | 賽道 | 賽事路程 | 比賽馬場 | 名次 | 完成時間 | 騎師   |
| ---------- | ------------------ | -------- | ---- | -------- | -------- | ---- | -------- | ------ |
| 08/12/2024 | 浪琴香港一哩錦標   | G1       | 草地 | 1600米   | 沙田馬場 | 6    | 1:33.66  | 田泰安 |
| 19/01/2025 | 董事盃             | G1       | 草地 | 1600米   | 沙田馬場 | 6    | 1:34.28  | 何澤堯 |
| 23/02/2025 | 花旗銀行香港金盃   | G1       | 草地 | 2000米   | 沙田馬場 | 3    | 2:01.40  | 布文   |
| 27/04/2025 | 富衛保險冠軍一哩賽 | G1       | 草地 | 1600米   | 沙田馬場 | 8    | 1:33.76  | 莫雷拉 |

## 外部連結
- . 2025-01-31  [2025-01-31].